# Singhalorthomorpha skinneri
Espèce
Synonymes
- Polydesmus skinneri Humbert, 1865[2]
- Strongylosoma skinneri (Humbert, 1865)[2]

Singhalorthomorpha skinneri est une espèce de mille-pattes de la famille des Paradoxosomatidae et endémique au Sri Lanka.